# アミロイドーシス

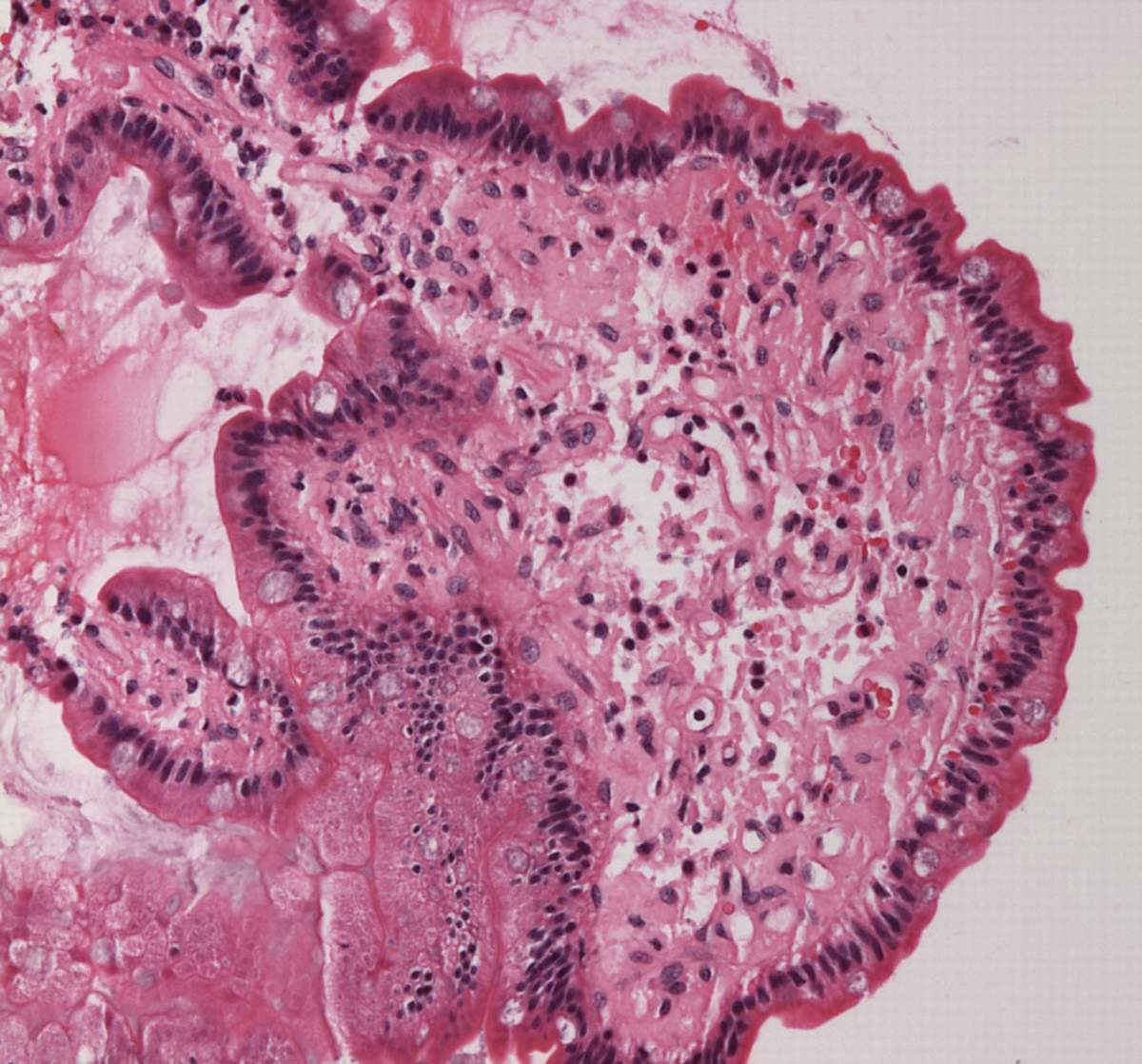
小腸に沈着したアミロイドの顕微鏡写真。ヘマトキシリン・エオシン染色されている

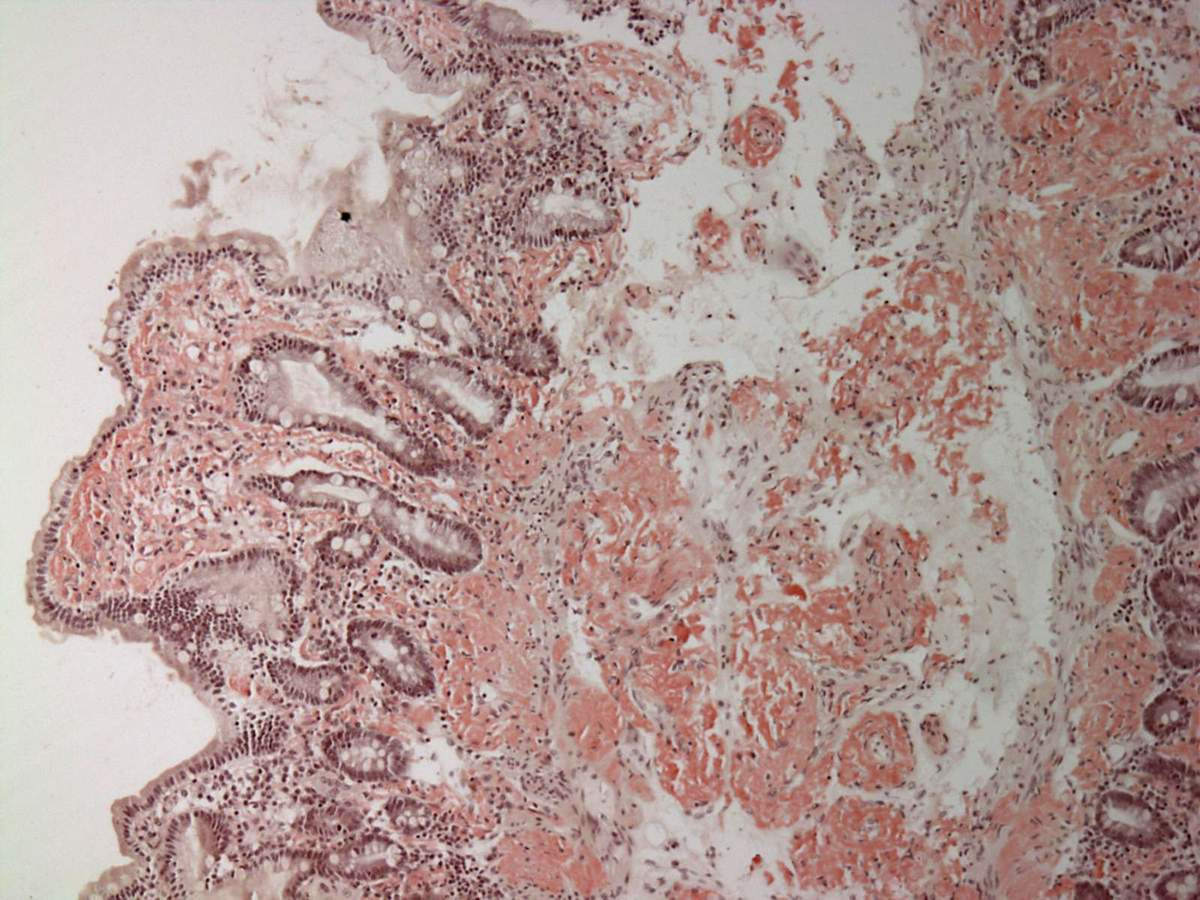
コンゴーレッドで染色された小腸に沈着したアミロイドの顕微鏡写真

アミロイドーシス（Amyloidosis）とは「アミロイド」と呼ばれる誤折畳蛋白が全身の臓器の細胞外に沈着する疾患。日本では特定疾患（難病）に指定されている。

## アミロイドの定義
アミロイド（Amyloid）はヘマトキシリン・エオジン染色でみるとエオジンで淡いピンク色に染まる無構造の細胞外沈着物である。コンゴーレッド染色で赤橙色に染まり偏光顕微鏡で緑色偏光を呈し、電顕では8〜15nmの繊維構造を呈する物質として定義される。ドイツの病理学者であるウィルヒョウはこの物質の本体を澱粉様物質と考えアミロイド（類澱粉質）と命名したが、その後、この物質の本体は蛋白質であることが判明した。生体に存在する様々な蛋白がアミロイドになることが知られており、それぞれの蛋白に対応したアミロイドタンパクの名称が付けられる。アミロイドが由来する蛋白すなわちアミロイド前駆蛋白は多様であり、一定のアミノ酸配列や構造を有していることはない。蛋白の違いにかかわらず共通したアミロイドの病理学的性状を呈する。アミロイド形成過程では前駆蛋白あるいは前駆蛋白が蛋白分解を受けた断片が立体構造を変化させβシート構造に富む蛋白（断片）が重合・凝集し最終的にアミロイド線維が形成される。形成されたアミロイド線維は不溶性であり、組織、臓器に沈着する。沈着部位や沈着量により臓器の機能不全が生じる。ただしアルツハイマー型認知症の脳にみられるアミロイドβ蛋白（Aβ）の重合・凝集過程では最終的に形成されるアミロイド線維よりもオリゴマーやプロトフィブリルとよばれる中間的な凝集体のほうがより強い神経毒性をもつ。なおレビー小体や神経原線維変化は細胞内のアミロイド類似の線維性構造物であるが細胞外沈着物であるアミロイドとは定義上区別される。

## アミロイドーシスの分類
アミロイドーシスは繊維構造をもつ不溶性蛋白であるアミロイドが、臓器に沈着し機能障害をおこす疾患の総称（疾患群）として定義される。全身諸臓器にアミロイドが沈着して衰弱、貧血、心アミロイド沈着による心症状、消化器障害、腎症状（ネフローゼなど）、手足のしびれなど注目する症状を起こす全身性アミロイドーシスと、ある臓器に限局した沈着をしめす限局性アミロイドーシスに大別され、さらにアミロイド前駆蛋白に対応する臨床病型に分類される。アミロイド前駆蛋白が特定組織に限局すると限局性アミロイドーシスとなり、血液中に存在すると全身に分布するため全身性アミロイドーシスとなる。全身性アミロイドーシスもアミロイドの組織親和性により様々な沈着パターンを呈する。

### 全身性アミロイドーシス

#### ALアミロイドーシス
ALアミロイドーシスは異常形質細胞によって産出されるモノクローナル免疫グロブリン（M蛋白）の軽鎖（L鎖）由来のアミロイドALが全身諸臓器（心臓、腎臓、消化管、肝臓、末梢神経など）に沈着する。ALにはλ鎖由来のAλとκ鎖由来のAκがありAλの方がAκよりも多い。まれに重鎖（H鎖）由来のアミロイドAHが沈着するAHアミロイドーシスがみられる。ALアミロイドーシスとAHアミロイドーシスを免疫グロブリン性アミロイドーシスとよぶ。多発性骨髄腫や原発性マクログロブリン血症などの基礎疾患を伴わない場合は原発性ALアミロイドーシスとよぶ。原発性ALアミロイドーシスはMGUS（monoclonal gammopathy of undetermined significance）に随伴したものと考えられているがMGUS随伴例と骨髄腫随伴例か鑑別困難な例もある。
2004年の日本の統計では免疫グロブリン性アミロイドーシスおよび老人性TTRアミロイドーシスを含めた有病率は人口100万人あたり6.1人と推定されている。いわゆるアミロイドーシスの約70%が免疫グロブリン性アミロイドーシスと考えられている。アミロイドの沈着は心臓、肝臓、腎臓、消化器、末梢神経など多臓器にわたる。初期には全身倦怠感、体重減少、浮腫、貧血などの非特異的症状があり、経過中に鬱血性心不全、蛋白尿、吸収不良症候群、末梢神経障害、起立性低血圧、手根管症候群、肝腫大、巨舌、皮下出血などを呈する。巨舌は特徴的であり約20%に認められる。血管への沈着が著明であれば出血傾向を呈し、紫斑や皮下出血、粘膜下出血を認める。眼窩周囲に紫斑が認められる場合、アライグマの眼サインと呼ばれる。末梢神経障害として知覚障害、無感覚、筋力低下を認める。感覚障害は通常左右対称性で下肢に多く、ときに痛みを伴う。手根管症候群は他の症状より1年以上先行して見られることが多い。診断は厚生省特定疾患調査研究班による免疫グロブリン性アミロイドーシス（AL型）の診断基準と第10回国際アミロイド・アミロイドーシス会議コンセンサス・オピニオンによる診断基準がある。組織診が重視されるが腹壁の脂肪吸引生検は安全かつ診断率が高い。
ALアミロイドーシスの予後は不良であり無治療例での診断からの生存期間中央値はおよそ13ヶ月である。特に心病変を有する例は予後不良である。遊離軽鎖（FLC）も予後因子である。治療の目標はアミロイド蛋白の原因となっているモノクローナルなFLCの産生を速やかに抑制し臓器機能を温存することにある。第10回国際アミロイド・アミロイドーシス会議コンセンサス・オピニオンでは原発性アミロイドーシスの治療判定基準がある。最も有効な治療は65歳未満ならば造血幹細胞移植の自家末梢血幹細胞移植であるが治療関連毒性が多発性骨髄腫の場合と異なり高いため適応は慎重に検討する必要がある。自己末梢血幹細胞移植の適応がない場合はメルファランとデキサメタゾンの併用療法が行われる。多発性骨髄腫で行うVAD療法はALアミロイドーシスでは実施する意義が乏しいと考えられている。
- 年齢や臓器障害の程度、全身状態などから適応ありと判断される症例では、自家末梢血幹細胞移植併用大量メルファラン療法を行い、適応が無い場合は、メルファラン-デキサメタゾン併用（MD）療法を行う[2]。

#### AAアミロイドーシス
AAアミロイドーシスはアミロイドA（AA）とよばれる蛋白が線維化し全身の臓器に沈着する疾患である・AAアミロイドーシスは慢性炎症性疾患（特に関節リウマチなどの自己免疫性疾患、家族性地中海熱のような自己炎症症候群、血管炎症候群、Castleman病、still病、クローン病かつては結核などの感染症）に合併するため続発性あるいは、二次性または反応性アミロイドーシスともよばれる。過去には結核に多く合併したが2010年現在ではその90%が関節リウマチに続発し、関節リウマチの約6%にAAアミロイドーシスが認められる。
慢性炎症時におもに肝臓から産出される急性期蛋白の血清アミロイドA（SAA）の代謝産物アミロイドA（AA）が腎臓や消化管に沈着する。SAAは炎症刺激をうけて肝臓で主に産出されるアミノ酸104個、分子量12000の蛋白質である。異なる遺伝子座に由来するSAA1、SAA2、SAA4のアイソタイプがあり、このうち炎症刺激で増加しアミロイドの前駆体となるのはSAA1とSAA2である。SAA1がアミロイド前駆体として優位である。SAAの産出亢進はIL-6シグナルによって活性化された転写因子のSTAT3とTNF-αとIL-1などのサイトカインで活性化されたNF-κBp65の活性化によっておこるがSTAT3の活性化が必須であり、NF-κBp65は補助的である。SAA高値の患者の一部にしかAAアミロイドーシスが発症しないことからSAA高値以外の因子の関与が想定されている。診断の契機となるのは関節リウマチ、結核など慢性炎症性疾患の患者が下痢、麻痺性イレウスなどの消化管症状、蛋白尿や腎機能低下などの腎障害所見が見られた時に疑われる。臨床的にもっとも問題となる症状は非選択性の蛋白尿、ネフローゼ症候群、腎不全といった腎障害や心臓障害である。関節リウマチに続発したAAアミロイドーシスの40〜60%の症例が透析を余儀なくされ末期腎不全で死亡する。アミロイド腎ではアミロイドは腎糸球体、間質のいずれにも沈着する。糸球体においては糸球体基底膜とメサンギウム領域がアミロイド沈着の好発部位である。間質においては尿細管基底膜、血管壁などにアミロイドの沈着がみられることが多い。AAアミロイドーシス、ALアミロイドーシスの比較ではALアミロイドーシスでは糸球体基底膜やメサンギウム領域に沈着が多く、AAアミロイドーシスでは尿細管基底膜などの腎間質への沈着が多い傾向がある。アミロイド心は欧米ではALアミロイドーシスより頻度が低いとされている。心症状は拡張不全が早期には主体になると考えられている。心臓超音波検査でgranular sparkling signがありさらに壁肥厚が認められると予後が悪いとされている。
AAアミロイドーシスの診断は生検で行われる。症状のある当該臓器で行うか、生検困難な場合は検出感度の高い十二指腸粘膜で行う。消化管粘膜においては粘膜下層が含まれる厚さで採取する。腹壁の脂肪吸引生検もよく行われる。染色はコンゴーレッド染色で判定可能であるが抗AA抗体を用いた免疫染色で確定的となる。
AAアミロイドーシスの予後は診断時期にも左右されるが一般に不良である。関節リウマチに合併したAAアミロイドーシスにおいては診断後の生存期間は4〜5年とされている。死因として多いのは感染症
腎不全でが報告されており死因の40〜60%は腎不全に関連したものである。治療の方法としては原理的にはSAAの産出抑制、アミロイド沈着阻害、沈着アミロイドの溶出、臓器障害に対する対症療法が考えられる。沈着アミロイドの溶出に有効な薬物は2010年現在存在せず、SAAの産出抑制が最も有効である。とくに関節リウマチ患者においては炎症を完全にコントロールしSAAを正常範囲に保つことで予後の改善が期待される。AAアミロイドーシスに対するTNF阻害療法やIL-6阻害療法の有効性が報告されている。特にIL-6阻害療法の効果が高く今後AAアミロイドーシスの治療の主流になると考えられている。
- 治療は、AA蛋白質の前駆物質であるSAAの産生を抑制することが最も重要で、頻度の高い関節リウマチについてはメトトレキサートや生物学的製剤などを用い、特にTNF-α阻害薬、IL-6受容体阻害薬が有効である[2]。

#### Aβ2Mアミロイドーシス
長期透析患者では血中で増加しているβ2ミクログロブリン由来のアミロイド（Aβ2M）が靱帯、骨領域に沈着する。
- β2ミクログロブリン吸着カラムや、β2ミクログロブリン除去能に優れた血液透析濾過法、血液濾過法の有効性が注目されている[2]。

#### ATTRアミロイドーシス
家族性アミロイドポリニューロパチー（familial amyloid polyneuropathy：FAP）と老人性全身性アミロイドーシス（senile systemic amylodosis：SSA）が多い。家族性アミロイドポリニューロパチーは成人期に末梢神経、自律神経、心、腎、消化管などにアミロイド沈着をきたす常染色体優性遺伝性疾患である。トランスサイレチン（TTR）遺伝子変異に起因しTTR由来のアミロイドATTRが沈着するTTR型FAPが最も多い。老人性全身性アミロイドーシスはおもに高齢者の心臓にアミロイド沈着をきたす疾患である。アミロイドは野生型（正常型）のTTR由来のアミロイドATTRである。
- 遺伝性ATTR型アミロイドーシスは肝移植、TTR四量体安定化薬が有効で、siRNAやアンチセンスオリゴヌクレオチドを用いた遺伝子治療が注目されている[2]。
- 野生型ATTR型アミロイドーシスは心不全などへの対症的治療が中心となる[2]。

##### 家族性アミロイドポリニューロパチー
家族性アミロイドポリニューロパチー（FAP）とは遺伝的に変異をおこしたトランスサイレチン（異型TTR：ATTR）ゲルソリン、アポA Iなどが前駆蛋白質となって繊維状の構造をもつアミロイドとよばれる特異な蛋白質が神経節を含む末梢神経、自律神経系やほかの組織に沈着することにより臓器障害を引き起こす常染色体優性の全身性アミロイド-シスをいう。FAPは臨床的に4分類に分類されてきた。I型とII型はTTRの点変異や欠失による変異TTRが組織沈着アミロイドの原因蛋白質となる。III型は異型アポリポ蛋白A I、IV型がゲルソリンがアミロイドの原因蛋白質となる。このなかでATTRが原因となって神経障害や臓器障害が起こるTTR型FAPが最も患者数が多い。
TTR型FAPはポルトガルのAndradeにより末梢神経障害を主体とした家族性の全身性アミロイドーシスとして報告された。1983年にTawaraらにより最も多いTTR変異である30番目のバリンがメチオニンに変異したタイプ（Val30Met）が報告された。TTRは127個のアミノ酸からなる蛋白質で100を超える遺伝子異常が報告されており、一部を除きそのほとんどがFAPを引き起こすことが明らかになっている。FAPは遺伝性ニューロパチーの中ではシャルコー・マリー・トゥース病についで二番目に多いことが明らかにされている。日本には1000人弱の患者が推定されている。従来はFAPは限られた集積地のみで認められる非常にまれな疾患で比較的若年で発症すると考えられてきた。そのような典型例では20歳代後半から30歳代に発症するケースが多く、症状は緩徐進行性で肝移植を行わないと発症からの平均余命は約10年である。温度覚と痛覚が優位に障害される解離性感覚障害、高度の便秘と下痢に嘔吐発作、起立性低血圧、排尿障害などの多彩な自律神経症状、人工ペースメーカ-の植込が必要とする高度な心伝導障害これらが特徴とされてきたが、このような古典的な特徴は長野県、熊本県など集積地でのみ成り立つ。また世代ごとにFAPの発症が早くなる世代間促進現象が認められる。遺伝的な背景がはっきりしない孤発例の高齢発症のFAPが報告されており10：1と男性に圧倒的に多く、自律神経障害が軽微であることが特徴とされている。このような症例では慢性炎症性脱髄性多発神経炎との鑑別が重要となる。
末梢神経の症状は一般に自律神経、感覚神経、運動神経の順で症状が出現することが多いとされている。アミロイド沈着により小径無髄線維から大径有髄線維の順に障害が進行するためと考えられている。感覚障害は通常末梢から上行し、左右対称な手袋靴下状分布を示す。感覚障害は温痛覚障害が優位で位置覚、触覚、振動覚の障害は軽く解離性感覚障害をしめす。上肢の症状は手根管症候群によるものが多い。筋萎縮、筋力低下などの運動神経障害は通常感覚障害より2〜3年遅れて出現し、末梢優位に下肢から上肢へ進行する。進行例では舌の萎縮や線維束攣縮がみられる。異型TTRは肝臓以外に網膜からも産生されており硝子体混濁や緑内障がおこる。
一般採血検査では特異的所見はない。異型TTRは主として肝臓から産生されるが肝実質にアミロイド沈着はほとんどなく、肝機能障害はみられない。CVRRは低下し、サーモグラフィーでは上肢皮膚温の低下が認められる。神経伝導速度検査では早期から腓腹神経の感覚神経活動電位の低下、消失がみられ時間とともに下肢のF波の異常、複合活動電位の低下、消失も生じ軸索変性型感覚運動多発根神経炎の所見を呈する。心エコーでは心室中隔の肥厚、granular sparkling sign、輝度の上昇などアミロイド心筋症の所見が検出される。MIBGシンチではH/M比の低下が認められる。発症早期の腓腹神経生検ではアミロイドは血管周囲と神経周膜の一部に微量付着していることが多い。HE染色のみでは判定は不能でありコンゴーレッド染色、偏光顕微鏡による観察が不可欠である。末梢神経の生検のトルイチジンブルー染色では無髄神経の脱落に加えて高度な小径有髄線維の減少と大経有髄線維の減少がみられる。
FAPは様々なトランスサイレチン変異による異なった病像があるがその主体は末梢神経障害、自律神経障害、心、腎、消化管、眼の症状にまとめられる。確定診断には生検組織のコンゴーレッド染色、抗TTR抗体を用いた免疫染色などの組織診断および血清診断や遺伝子診断を用いて行う。
異型TTRは90%以上肝臓で産生されるため肝移植治療は発症早期に行えばニューロパチーや臓器障害の進行を抑える有効な手段と考えられている。しかし眼に沈着するアミロイドは抑制できず眼症は移植後も進行する。TTRがアミロイドを形成するためには四量体から単量体への解離と単量体への変性が必要である。ジフルニサルやタファミジス（Fx-1006Aまたはビンダケル）がTTR四量体を安定化させアミロイド線維形成の阻止が期待されている。またsiRNAを用いた遺伝子サイレンシング、ワクチンや抗体を用いた免疫療法も根本的な治療として期待される。

##### 老人性全身性アミロイドーシス
心室へ大量にアミロイド沈着を生じて臨床的に難治性の不整脈と心不全をきたす病態は老人性心アミロイドーシス（senile cardiac amyloidosis）とよばれ、欧米では以前から高齢者の心疾患の重要な原因として位置づけられていた。老人性心アミロイドーシスは長年、心臓に限局したアミロイドーシスと考えられていた。しかし1980年代に本疾患のアミロイド構成蛋白がTTRと判明し全身性アミロイドーシスと判明した。そして心臓以外にも肺、腎臓、全身の小血管にアミロイドが分布することが明らかになった。また1990年代にはアミロイド構成蛋白が変異TTRではなく野生型TTRであることが判明した。従来、老人性アミロイドーシスと呼ばれていた病態においては心臓以外の複数の全身臓器がアミロイド沈着で侵されること、血清中にアミロイド前駆蛋白が存在することから全身性アミロイドーシスの基準を満たし本疾患は老人性全身性アミロイドーシスと呼ぶようになった。剖検例では本例は25〜28%以上、90歳以上で37%も認められる。臨床症状には主体は心症状と手根管症候群である。前者の初発症状は心房細動であり、ついで進行性の心不全を呈する。心房細動に起因する脳塞栓を併発することがある。手根管症候群は両側性であり心不全の出現に数年先行することが多い。

#### 心アミロイドーシス
心アミロイドーシスは全身性アミロイドーシスが部分的に現れた症状であり、沈着するアミロイドの種類によって臨床所見や予後が異なる。原因となるアミロイド蛋白により分類され、骨髄腫やM蛋白血症で免疫グロブリン由来のアミロイドが沈着するAL型と、甲状腺ホルモン結合蛋白であるトランスサイレチン由来のアミロイドが沈着するATTR型の2タイプが代表的な病型となる。ATTR型は、トランスサイレチン遺伝子変異による変異型（ATTRv）と遺伝子変異を認めない野生型（ATTRwt）とに分類される。一般的にAL型アミロイドーシスの方が病気の進行が速い。予後は診断時の病気の進み具合によって異なる。
心臓の組織にアミロイドが沈着することで、その結果、心室の壁が厚くなり広がる能力が低下し、さらに病状が進行すると収縮する力も落ち、治療が困難な心不全となる。また、刺激伝導系にアミロイドがたまることもあり、さまざまな不整脈も起こる。

### 限局性アミロイドーシス

#### 脳アミロイドーシス
アルツハイマー病、いわゆるアルツハイマー型認知症や脳血管アミロイドアンギオパチー（cerebral amyloid angiopathy：CAA）の主成分はアミロイドβ蛋白（Aβ）でありAβはAβ前駆蛋白に由来する。そのほかにプリオン蛋白由来のアミロイドが沈着するプリオン病などがある。

#### 内分泌アミロイドーシス
ホルモン産出部位でホルモン由来のアミロイドが沈着する。

#### 限局性結節性アミロイドーシス
肺、咽頭、消化管、膀胱、尿管などに限局性で結節性のアミロイド沈着を認める部位がありアミロイドはALである。アミロイド沈着部位にモノクローナルな形質細胞浸潤を認める場合があるが、全身性ALアミロイドーシスと異なり血中にはM蛋白は認められない。

#### その他の限局性アミロイドーシス
皮膚アミロイドーシス
アミロイド苔癬、結節性アミロイドーシス、斑状アミロイドーシスの3つに分類される。アミロイド苔癬はアミロイド原線維は皮膚のケラチンであり下腿に斑状の非常にそう痒のある紅褐色調の丘疹を呈する。結節性アミロイドーシスのアミロイド原線維は単クローン性免疫グロブリンであり四肢、顔面または体幹に単発ないし多発性の平滑な、結節性病変を呈する。紫斑の有無は問わない。斑状アミロイドーシスのアミロイド原線維は皮膚のケラチンであり上背部に好発し、そう痒を伴う。灰色褐色、網様の黄斑病変で、しばしば特徴的なさざなみ型のパターンを呈する。

## 各国において

### 日本
- 社会的影響
  - 病気の認知と、病態の理解、治療などが与えられてきた社会的影響
    - 日本においては特定疾患（難病）に指定されている。